# Château d'Étangsannes
Le château d'Étangsannes, ou château d'Étangsanne ou château d'Étang Sannes, est situé à Saint-Chabrais, dans le centre du département de la Creuse, en région Nouvelle-Aquitaine.

## Situation
Le château d'Étangsannes est situé en Haute Marche, sur la commune de Saint-Chabrais, deux kilomètres au sud-sud-est du bourg de Chénérailles et seize kilomètres au nord d'Aubusson.

## Historique

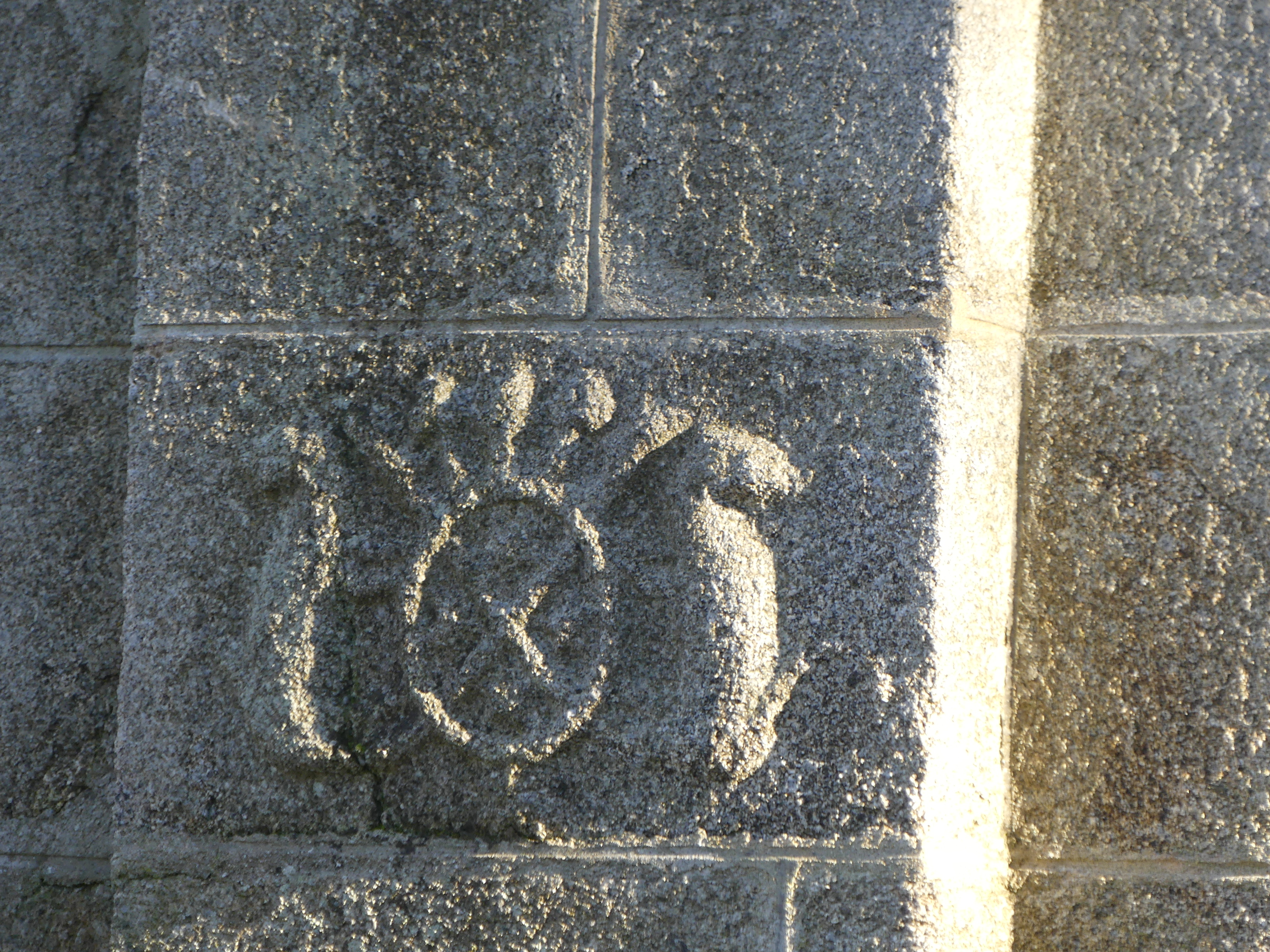
Armoiries en bas-relief au niveau du portail nord-ouest.

Le château a été édifié au XIIe siècle, il appartenait alors à la famille Potet. On le retrouve sous le nom de Stangnis Sanis en 1396, puis il  est passé par mariage aux Montaignac, dont une branche a porté son nom.
Il a ensuite été acquis au début du XXe siècle, par François-Philippe Loisel, un ingénieur et industriel, pionnier de l'électrification des campagnes en Limousin et en Auvergne, avant d'être cédé par ses fils à une institution privée dans les années 1950 (ainsi que la totalité de son domaine historique, qui s'étendait sur quatre communes). Il fut la propriété de la famille Petit jusqu'en 2010, et appartient désormais à la famille de Mesmay.
Le château est inscrit au titre des monuments historiques depuis le 21 octobre 1932 pour les tours, les façades et les toitures. Le 13 février 2012, cette inscription est annulée et remplacée par une autre qui inclut le logis principal en totalité, les façades et toitures de tous les bâtiments et dépendances, les douves, le sol et l'ancien jardin.

## Architecture
Il a conservé un donjon carré du château initial du XIIe siècle. Le corps de logis rectangulaire et une autre tour ronde, qui a gardé ses mâchicoulis sur corbeaux, ont été construits au XVe siècle.
La tour ronde d'escalier qui fait saillie sur la façade ouest possède une porte ornée des armes de la famille de Montaignac.
Plusieurs pièces possèdent des plafonds peints du XVIe siècle.

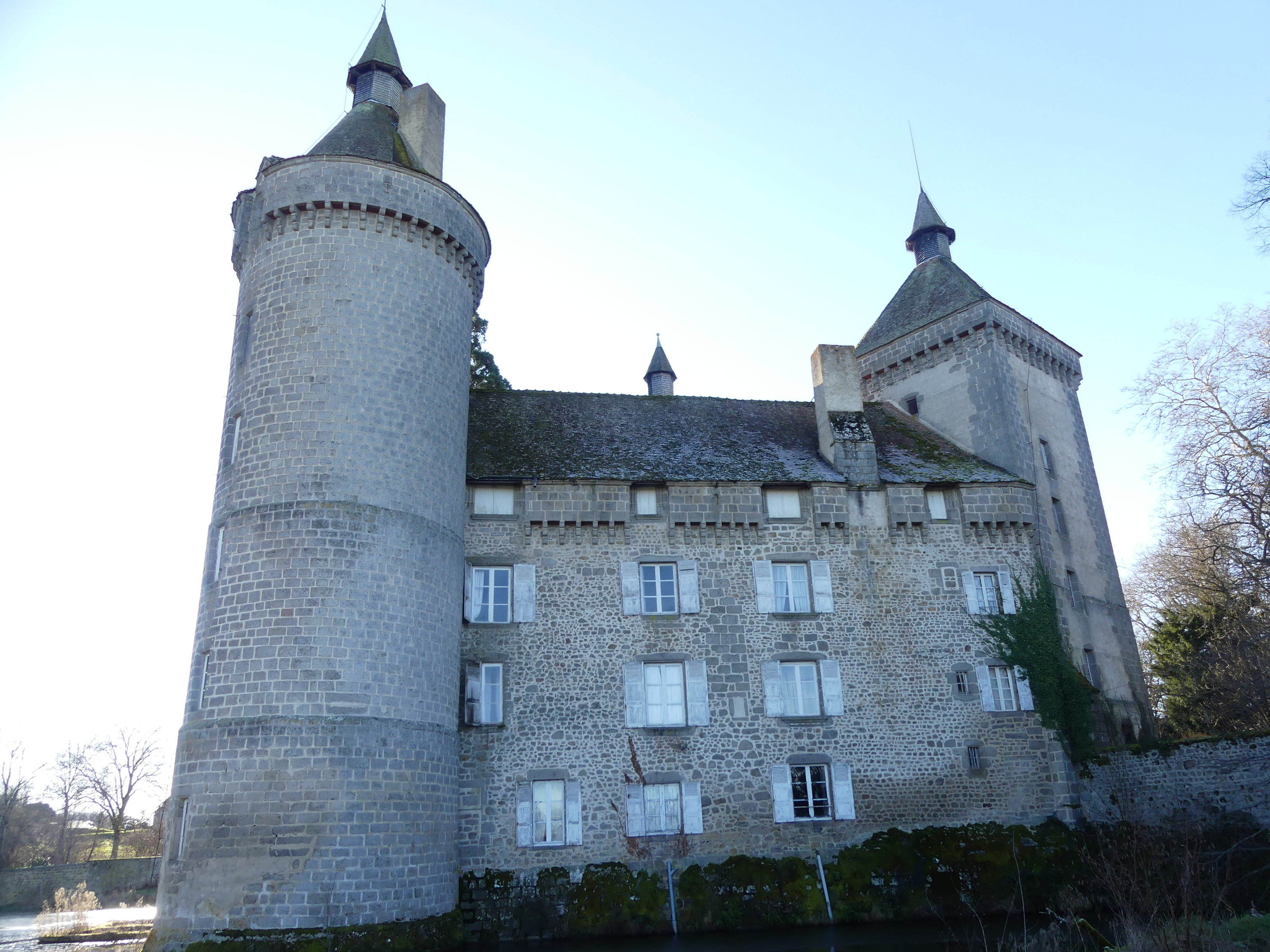
Le corps de logis.
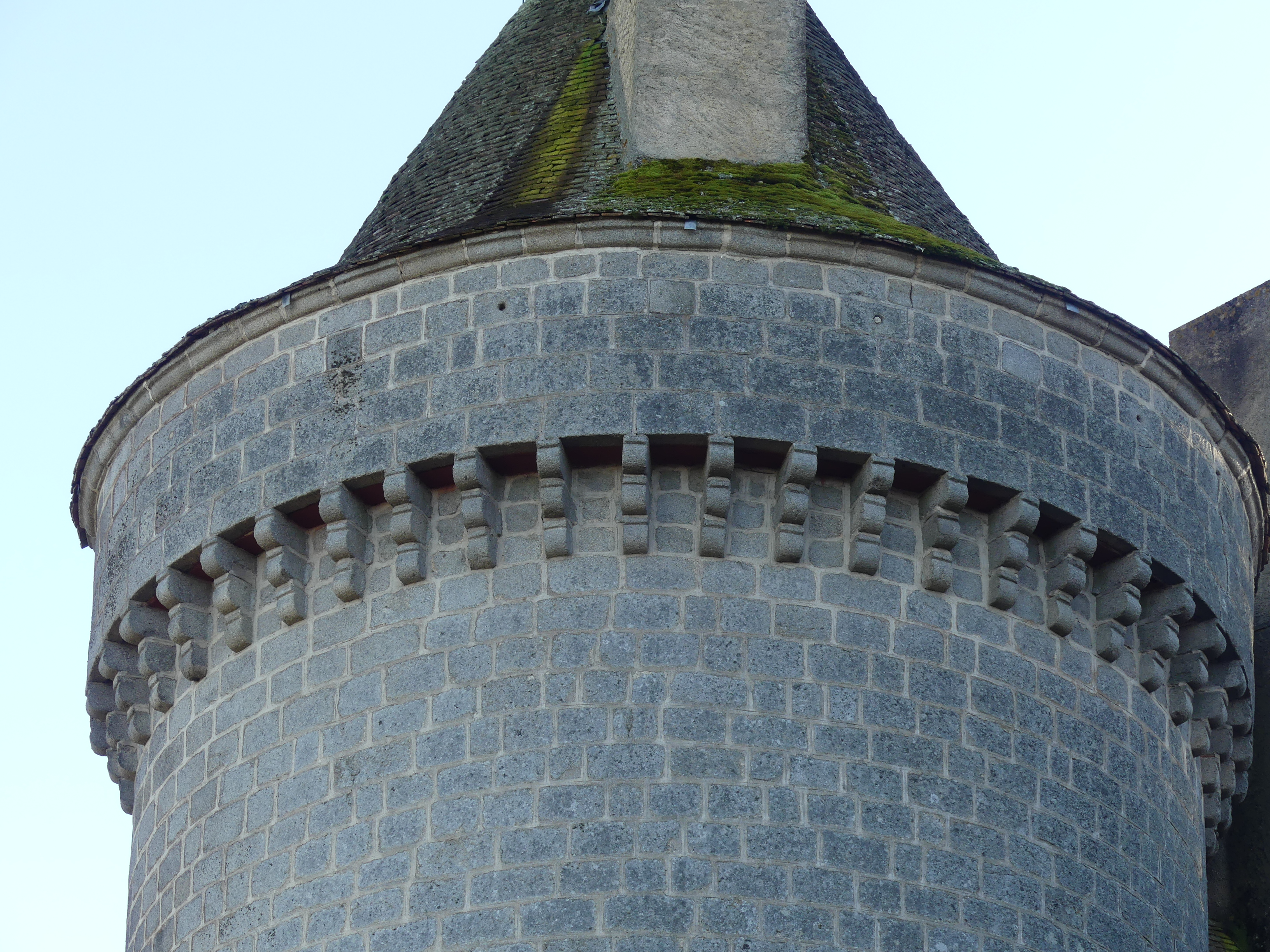
Mâchicoulis de la tour orientale.
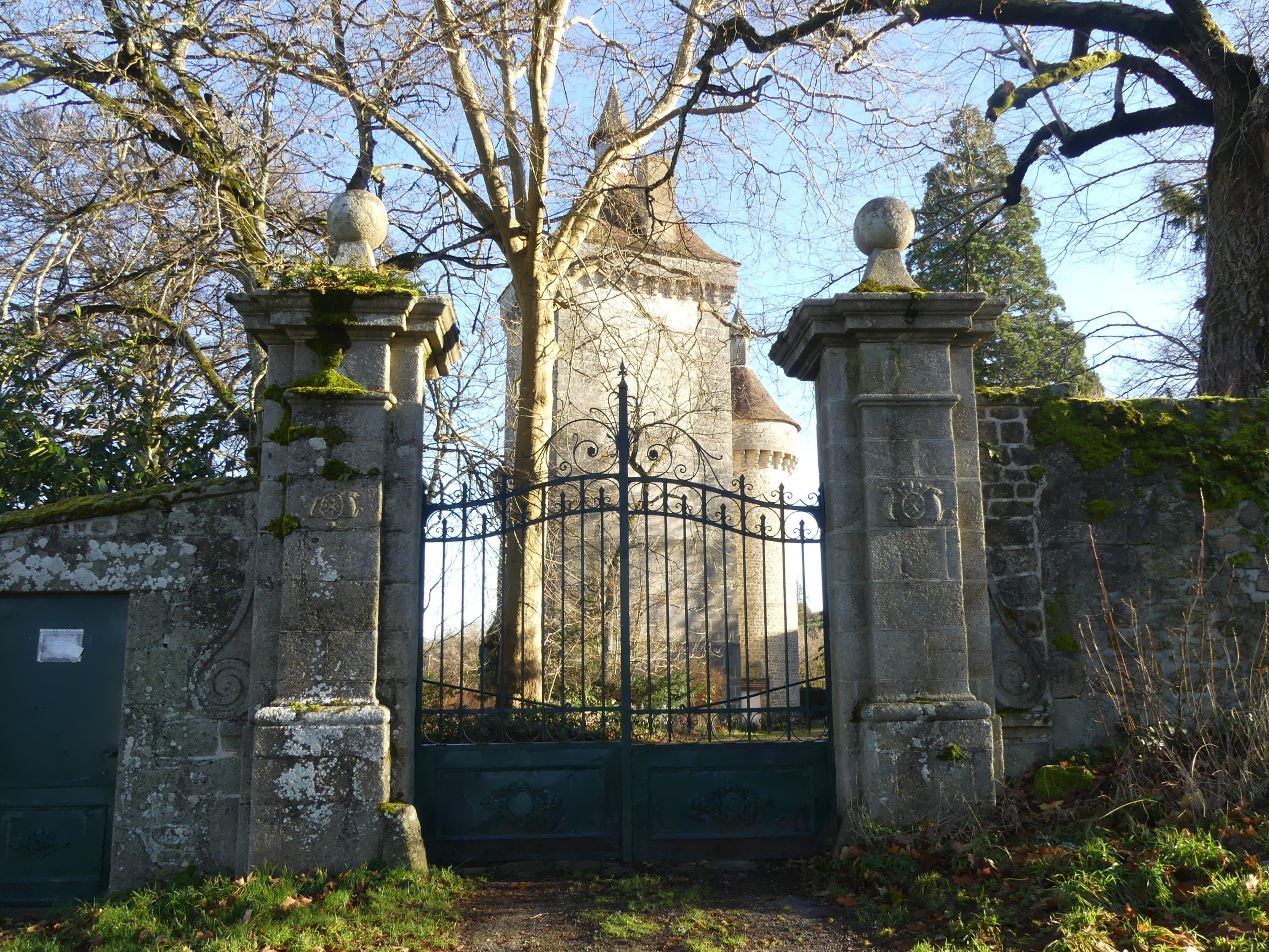
Le portail nord-ouest.
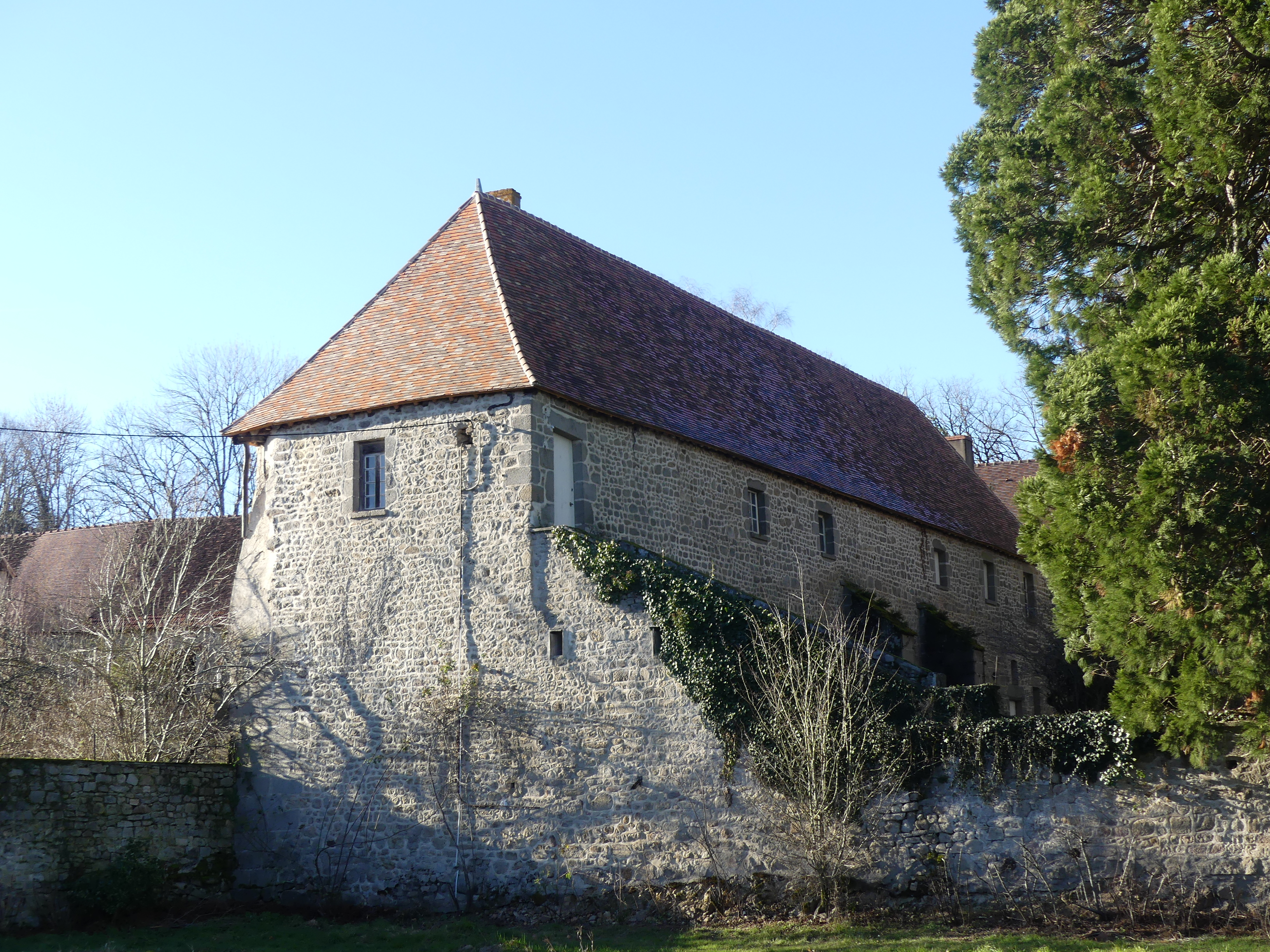
Bâtiment de dépendances à l'ouest.